# Mali Potočec
Mali Potočec – wieś w Chorwacji, w żupanii kopriwnicko-kriżewczyńskiej, w mieście Križevci. W 2011 roku liczyła 169 mieszkańców.